# Notsodipus magdala
Notsodipus magdala is een spinnensoort uit de familie Lamponidae. De soort komt voor in het Noordelijk Territorium.